# Stade Malherbe Caen Calvados Basse-Normandie
Lo Stade Malherbe Caen Calvados Basse-Normandie, noto semplicemente come Caen, è una società calcistica francese con sede nella città di Caen, capoluogo del dipartimento del Calvados e della regione della Normandia. Milita in Championnat National, la terza divisione del campionato francese.
Fondato nel 1913, per gran parte della sua storia, il Caen è stato uno dei principali club amatoriali francesi. Tuttavia, tra la fine degli anni ottanta e l'inizio degli anni novanta si assistì alla sua ascesa nella gerarchia del calcio francese. Nel 1985 il Caen ottenne lo statuto professionale e nel giro di tre stagioni, fu promossa per la prima volta in prima divisione. Nel 1992, pochi mesi dopo essersi salvato in extremis dalla bancarotta, il club finì quinto in massima serie, qualificandosi per la prima volta in Coppa UEFA. Tuttavia, il club è stato retrocesso tre anni dopo, tornando nell'anonimato in seconda divisione. Soltanto sotto la presidenza di Jean-François Fortin, dal 2002, e sotto la direzione sportiva di Patrick Rémy, Franck Dumas e poi Patrice Garande, il Caen ha ritrovato il successo sportivo. Il club è stato promosso più volte in Ligue 1, ha raggiunto la finale della Coupe de la Ligue nel 2005 e si è classificato 7º in Ligue 1 nel 2015-2016.

## Storia

### Il nome
La dicitura Malherbe che compare nel nome della società è in onore di François de Malherbe, storica personalità della città di Caen. Di famiglia nobile, egli fu il poeta di corte del re di Francia Enrico IV e continuò a restare a corte anche dopo la morte di quest'ultimo, svolgendo pure la funzione di tesoriere di Francia.

### Gli avvenimenti
La società nacque nel 1913 in seguito alla fusione tra l'Union Athlétique du Lycée Malherbe e il Club Sportif Caennais mantenendo i colori rossoblù di quest'ultimo. La fusione produsse subito un titolo nel campionato Bassa Normandia USFSA (1914), ma la squadra venne falcidiata dalle conseguenze della prima guerra mondiale, dove perirono tanti giocatori e dirigenti. Nel 1917 il club partecipa per la prima volta alla Coppa di Francia.
Il 1934 vede la creazione del settore professionistico che però dura solamente 4 anni. Gli anni cinquanta sono ricordati soprattutto per le belle partite in Coppa di Francia durante le quali la squadra normanna si toglie alcune soddisfazioni contro gruppi più blasonati. Segue un lungo periodo che vede stazionare i rossoblù tra la seconda e la terza divisione senza grandi clamori.
La svolta avviene negli anni ottanta con l'arrivo di Pierre Mankowski che guida la squadra verso la fantastica promozione in seconda divisione del 1984 e ottiene i sedicesimi di finale in Coppa. La società diviene professionistica nel 1985 consolidandosi nella serie cadetta fino al 1988, quando conquista la sua prima storica promozione nella massima serie. L'avventura in prima divisione è subito difficile ma dura ben 7 stagioni con la punta massima del 5º posto in campionato nel 1992, dei quarti in Coppa di Francia e della partecipazione alla Coppa UEFA. Nel frattempo viene inaugurato il nuovo stadio Michel d'Ornano che prende il posto del vecchio Venoix.
Dopo un'altra brevissima parentesi in prima divisione (1996-1997), il club resta in seconda divisione per sette anni risentendo delle ristrette risorse finanziarie. Nascono nuovi talenti come William Gallas, Jérôme Rothen, Mathieu Bodmer, ecc.
La stagione 2003-2004 parte con un basso profilo e decisamente male, ma termina con la terza promozione in Ligue 1. La successiva annata, che riporta i normanni nella serie cadetta nonostante i ben 42 punti totalizzati, vede il raggiungimento della finale di Coppa di Lega, persa 2-1 contro lo Strasburgo. Il purgatorio finisce due anni dopo nel 2007, con il ritorno in Ligue 1 per la quarta volta.
Nella Ligue 2 2009-2010 il Caen viene promosso nel massimo campionato francese classificandosi come primo. Dopo due anni di permanenza in Ligue 1 il Caen ritorna in seconda divisione classificandosi 18ª nella stagione 2011-12. Dopo la stagione 2012-2013 che si era conclusa con un quarto posto ad un passo dalla promozione, il Caen si presenta molto in forma all'apertura della stagione 2013-2014 vincendo tutte e prime le tre partite di campionato e pareggiando la quarta; risulta anche essere la squadra più prolifica sotto rete, realizzando nove gol nelle prime quattro giornate. Alla fine della stagione il Caen torna in Ligue 1, essendosi piazzato terzo con 64 punti, a -1 dal secondo posto occupato dal Lens e a +3 sul Nancy.
Nella stagione di 2014-2015 la squadra mette a segno due grandi colpi: nel mese di febbraio trionfa in casa dell’Olympique Marsiglia per 3-2 dopo che al 70º minuto era sotto di due reti. Qualche giornata più tardi pareggia per 2-2 in casa del PSG con due gol arrivati ben oltre il 90º minuto.
L'annata 2015-2016 è la migliore della storia recente del club, dato che si conclude ad un passo dalla zona europea, con un ottimo 7º posto. Tuttavia le stagioni seguenti (2016-2017 e 2017-2018) si rivelano molto difficili, con la salvezza conquistata solo all’ultima giornata in entrambi i casi. Anche la stagione 2018-2019 vede il club stazionare in piena zona retrocessione per quasi tutta la durata del campionato, con la squadra che si gioca, nuovamente, la permanenza nella massima serie all’ultima giornata; tuttavia il Caen, che occupa la 18ª posizione (valida per lo spareggio contro la vincente dei play-off di Ligue 2), perde l’ultima occasione contro il Bordeaux per 1-0 ed il Digione, vincente per 2-1 contro il Tolosa, condanna il club della Normandia alla retrocessione in Ligue 2.
Nel 2020 il produttore audio televisivo Pierre-Antoine Capton e il fondo americano Oaktree rilevano la totalità delle azioni del Caen. Nel 2024 le quote di Oaktree sono state acquistate da Interconnected Ventures, società che fa riferimento al calciatore francese Kylian Mbappé, attraverso Coalition Capital.

## Stadio

Stemma utilizzato dal 2007 al 2012

Lo stadio dove lo Stade Malherbe de Caen gioca le proprie partite è il Michel d'Ornano, in ricordo di un politico francese.
Terminato di costruire nel 1993 in coincidenza con gli 80 anni dalla nascita della società, ha sostituito il vecchio impianto Venoix che non soddisfaceva più le norme della Federazione di calcio francese così come le esigenze del club.
Moderno, con le tribune a ridosso del terreno di gioco, il nuovo impianto può ospitare 21.500 spettatori ed è costato poco più di 20 milioni di euro.
Il record di affluenza (20 972 spettatori) si è avuto per la sfida contro l'Olympique Marsiglia del 2004.

## Calciatori
- Florian Boucansaud 2007-2009

## Palmarès

### Competizioni nazionali
- Campionato francese di seconda divisione: 2

1995-1996, 2009-2010
- Championnat National: 2

1974-1975, 1979-1980

### Altri piazzamenti
- Coppa di Francia:

Semifinalista: 2017-2018
- Coppa di Lega francese:

Finalista: 2004-2005
- Campionato francese di seconda divisione:

Secondo posto: 1986-1987 (girone A), 1987-1988 (girone B), 2003-2004, 2006-2007
Terzo posto: 2013-2014

## Statistiche e record

### Statistiche nelle competizioni UEFA
Tabella aggiornata alla fine della stagione 2018-2019.
| Competizione                  | Partecipazioni | G | V | N | P | RF | RS |
| ----------------------------- | -------------- | - | - | - | - | -- | -- |
| Coppa UEFA/UEFA Europa League | 1              | 2 | 1 | 0 | 1 | 3  | 4  |

## Organico

### Rosa 2024-2025
Aggiornata al 23 ottobre 2024.
| N. |                          | Ruolo | Calciatore       |
| -- | ------------------------ | ----- | ---------------- |
| 1  | Algeria (bandiera)       | P     | Anthony Mandréa  |
| 3  | Francia (bandiera)       | D     | Diabé Bolumbu    |
| 4  | Francia (bandiera)       | D     | Valentin Henry   |
| 6  | Francia (bandiera)       | C     | Yann M'Vila      |
| 7  | Francia (bandiera)       | C     | Tidiam Gomis     |
| 8  | Francia (bandiera)       | A     | Mickaël Le Bihan |
| 10 | Francia (bandiera)       | C     | Bilal Brahimi    |
| 11 | Guinea-Bissau (bandiera) | C     | Umaro Candé      |
| 14 | Francia (bandiera)       | C     | Lorenzo Rajot    |
| 16 | Martinica (bandiera)     | P     | Yannis Clementia |
| 17 | Francia (bandiera)       | C     | Godson Kyeremeh  |
| 18 | Mali (bandiera)          | A     | Kalifa Coulibaly |
| 19 | Guinea-Bissau (bandiera) | A     | Alexandre Mendy  |

| N. |                           | Ruolo | Calciatore              |
| -- | ------------------------- | ----- | ----------------------- |
| 20 | Francia (bandiera)        | C     | Noé Lebreton            |
| 22 | Marocco (bandiera)        | C     | Mohamed Hafid           |
| 23 | Francia (bandiera)        | D     | Mathias Autret          |
| 25 | Francia (bandiera)        | D     | Lamine Sy               |
| 26 | Francia (bandiera)        | D     | Héliohdino Tavares      |
| 27 | Francia (bandiera)        | D     | Daylam Meddah           |
| 28 | Francia (bandiera)        | D     | Quentin Lecoeuche       |
| 29 | Francia (bandiera)        | D     | Romain Thomas           |
| 35 | RD del Congo (bandiera)   | P     | Parfait Mandanda        |
| 50 | Francia (bandiera)        | C     | Ilyes Najim             |
| 61 | Francia (bandiera)        | D     | Brahim Traoré           |
| 77 | Costa d'Avorio (bandiera) | C     | Dieudonné Gaucho Debohi |
| 91 | Ghana (bandiera)          | D     | Emmanuel Ntim           |